# Коронейшн (острів)
Острів Коронейшн (англ. Coronation Island) — найбільший з Південних Оркнейських островів, довжиною 46 км і шириною від 5,6 до 14,8 км. Острів простягається в загальному напрямку схід-захід, вкритий переважно кригою і містить численні затоки, льодовики та вершини, а найвища висота на ньому становить 1265 метрів.

## Історія
Острів був відкритий у грудні 1821 року під час спільного круїзу американського мореплавця капітана Натаніеля Палмера, та британського мореплавця капітана Джоржа Пауелла. Пауелл назвав острів в честь коронації Георга IV, який став королем Сполученого Королівства у 1820 році.

## Особливо охоронювана територія Антарктики
Площа приблизно 92 км² північного-центру острова Коронейшн була визначена особливо захищеною зоною Антарктики (ASPA 114), в основному для використання як відносно незайманий орієнтир для використання у порівняльних дослідженнях із сильно ураженими місцями. Більша частина земель на ділянці вкрита льодовиковим льодом, з невеликими ділянками безлідної місцевості вздовж узбережжя. Птахи, які розмножуються на острові включають пінгвіна антарктичного та буревісника білого.